# Tesoro de los sifnios
El Tesoro de los sifnios era un edificio del centro de culto griego antiguo de Delfos, erigido para albergar las ofrendas de la polis, o ciudad-estado, de Sifnos. Era uno de los tesoros que bordeaban la "Vía Sagrada", la ruta procesional a través del Templo de Apolo, erigido para ganar el favor de los dioses y aumentar el prestigio de la polis donante. Se trata de uno de los primeros edificios de este tipo que se conservan, y su datación sigue siendo objeto de debate, siendo la fecha más plausible la de alrededor del año 525 a. C. Hasta hace poco se confundía con el vecino Tesoro de los cnidios, un edificio similar pero menos elaborado, ya que los restos de ambos se habían mezclado y las primeras reconstrucciones teóricas utilizaban partes de ambos.
Los habitantes de Sifnos habían obtenido una enorme riqueza de sus minas de plata y oro en el periodo arcaico (Heródoto III.57) y utilizaron el diezmo de sus ingresos para erigir el tesoro, la primera estructura religiosa hecha completamente de mármol. El edificio se utilizó para albergar numerosas y suntuosas ofrendas votivas entregadas a los sacerdotes para ser ofrecidas a Apolo.
El Tesoro quedó en ruinas a lo largo de los siglos, aunque se mantuvo en pie durante mucho más tiempo que otros monumentos, probablemente debido a su decoración, que fue venerada por las generaciones siguientes. Actualmente, la escultura y una reconstrucción del Tesoro pueden verse en el Museo Arqueológico de Delfos.

## Datación de la fundación
La única fuente clásica que aporta información sobre este edificio es Heródoto (3:57-8). Si se considera que Heródoto es una fuente fiable, esto sería suficiente para verificar la fecha. En su relato, Heródoto afirma que los sifnios habían fundado recientemente un templo en Delfos cuando llegó un grupo de samios pidiendo apoyo contra el tirano Polícrates de Samos. Con respecto a esto, tanto Heródoto como Tucídides afirman que Polícrates gobernó durante el reinado del rey persa Kambyses (c. 529-522 a. C.). Esto dataría el monumento en torno al año 525 a. C., una fuente considera más probable la fecha de construcción en algún momento absolutamente limitado a después del 480 a. C. (Whitley).

## Diseño y decoración

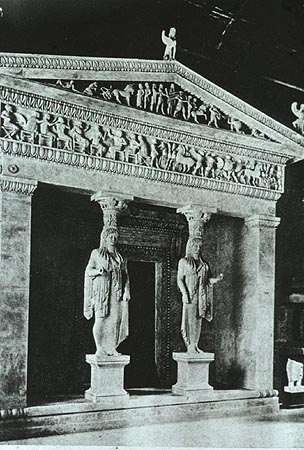
Tesoro de los sifnios. Dístilo con forma de cariatides.

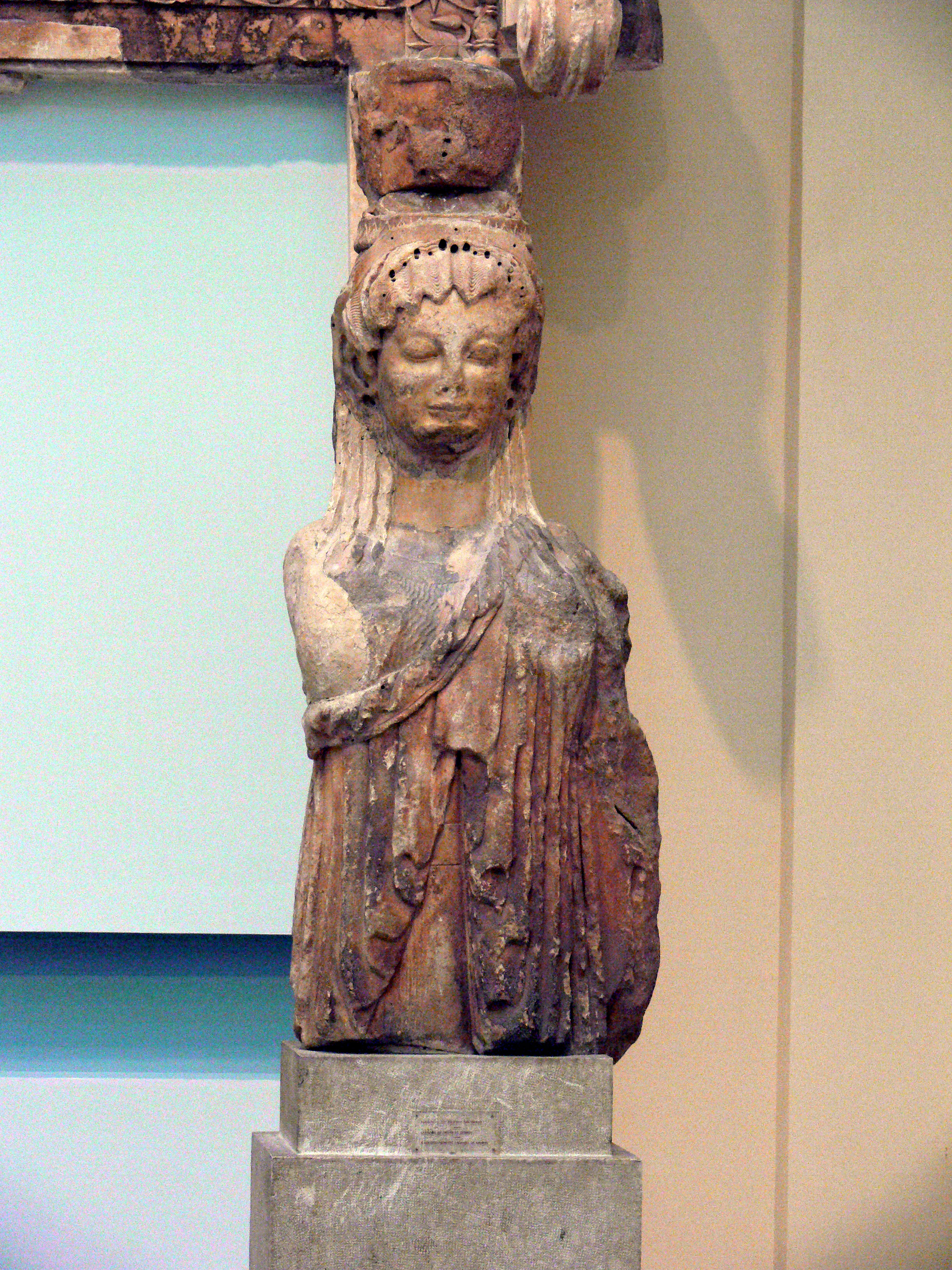
Cariátide con forma de Korai del Tesoro de los sifnios.

El croquis del tesoro se desarrolla en dos partes: un pronaos, o pórtico, y una cella, o recinto. El pronaos es dístilo in antis, es decir, las paredes laterales se extienden hasta la parte delantera del porche, y el frontón está sostenido por dos cariátides en lugar de pilastras lisas. Debajo del frontón hay un friso continuo. El edificio mide 8,27 metros de largo y 6,09 de ancho.
El frontón del tesoro muestra el incidente de Heracles robando el trípode de Apolo, que estaba fuertemente asociado a su inspiración oracular. El tesoro fue también uno de los primeros edificios griegos en utilizar figuras caídas y reclinadas para llenar las esquinas del frontón. Los frisos escultóricos que recorren el edificio representan diversas escenas de la mitología griega. En el fondo se inscribían los nombres de los personajes que actuaban, la mayoría de los cuales todavía son visibles bajo la luz rasante. El lado oriental representa una asamblea de los 12 dioses olímpicos sentados. En el centro, perdido de la asamblea, se representa a Hermes sosteniendo la balanza llena de las almas de Aquiles y Memnón —pesaje de almas/la llamada psicostasis—. A la izquierda están sentados los dioses que protegen a Memnón y a los troyanos: Apolo, Ares, Afrodita y Artemisa. En el centro está sentado Zeus en su trono. En la otra mitad de este friso se ve a Aquiles y a Memnón luchando por el cuerpo de Antiloco muerto. El lado oeste puede mostrar la historia del Juicio de Paris, la muerte de Orión o más bien a Atenea trasladando a Heracles al Olimpo. El lado norte muestra la Gigantomaquia. El friso sur es el más desgastado; aunque se disciernen claramente las huellas de unos caballos bellamente tallados; y se ha sugerido que la escena representaba el rapto de Hipodamía por Pélope o de las hijas de Leucipo por los Dioscuros o el rapto de Perséfone por Hades. Los relieves fueron pintados con vivos tonos de verde, azul, rojo y dorado, creando así una sensación única de policromía.

### La fachada
En la fachada del Tesoro de los sifnios hay dos korai (doncellas), en lugar de columnas, entre las pilastras, que constituyen hermosos soportes del arquitrabe jónico. Este tipo de decoración opulenta con figuras femeninas llenas de movimiento y plasticidad en lugar de las formas arquitectónicas abstractas habituales de los templos, presagia la rara belleza de las cariátides erigidas posteriormente en el Erecteón de la Acrópolis de Atenas.

### Frontón oriental

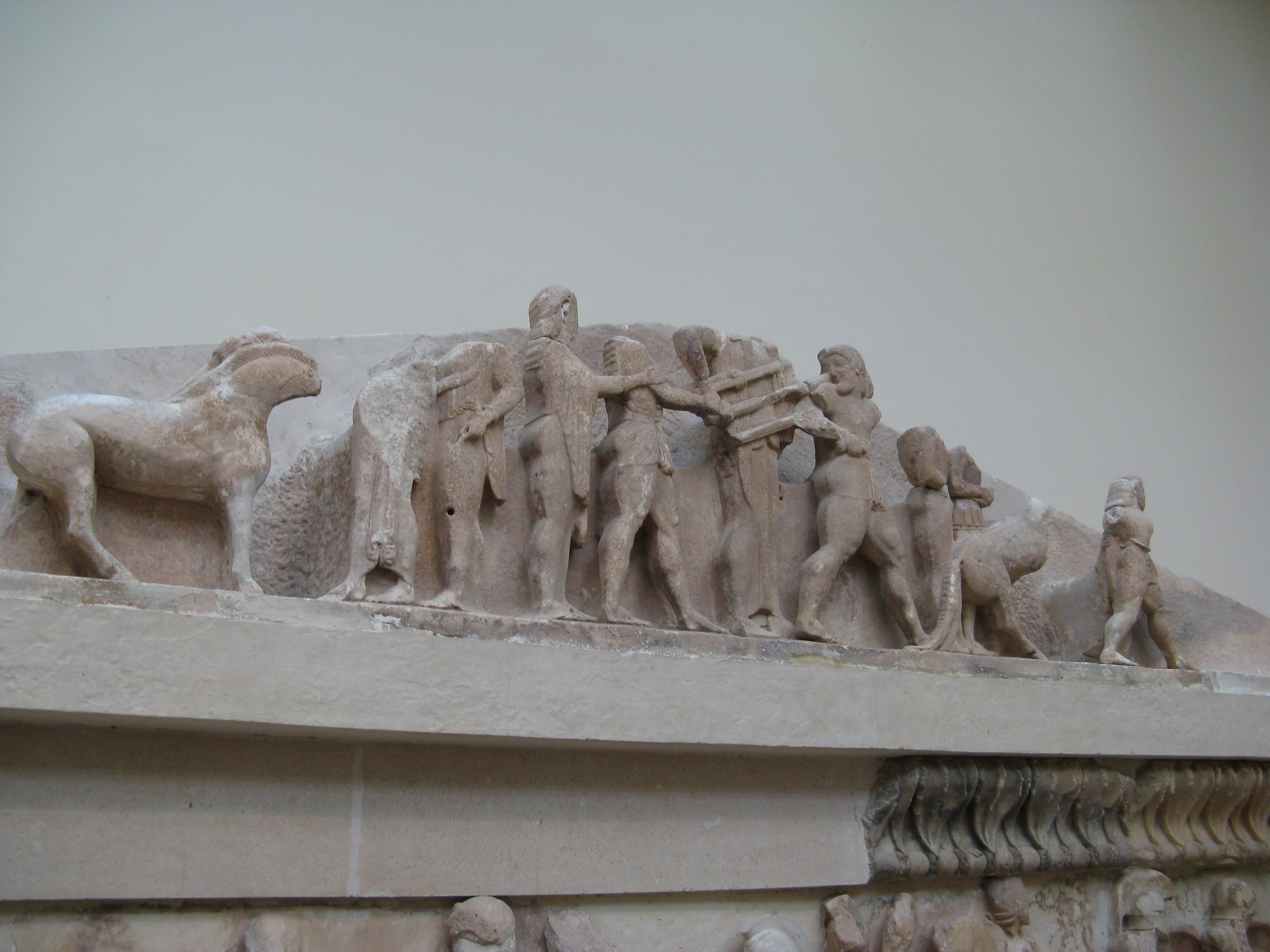
La disputa entre Heracles y Apolo.

Es el único frontón que se conserva del Tesoro de los sifnios y representa un famoso tema délfico. En el centro del frontón aparece Zeus —otras fuentes afirman que es Atenea o Hermes—, a la izquierda Apolo y a la derecha Hércules. Los dos jóvenes dioses compiten por el trípode délfico y Zeus, en el centro, intenta separarlos. La escultura muestra el enfado de Hércules porque Pitia se negó a darle un oráculo, ya que no se había limpiado del asesinato de Ífito. Un Hércules indignado ya ha conseguido apoderarse del trípode sagrado y Apolo intenta apartarlo de él.

### Friso oriental

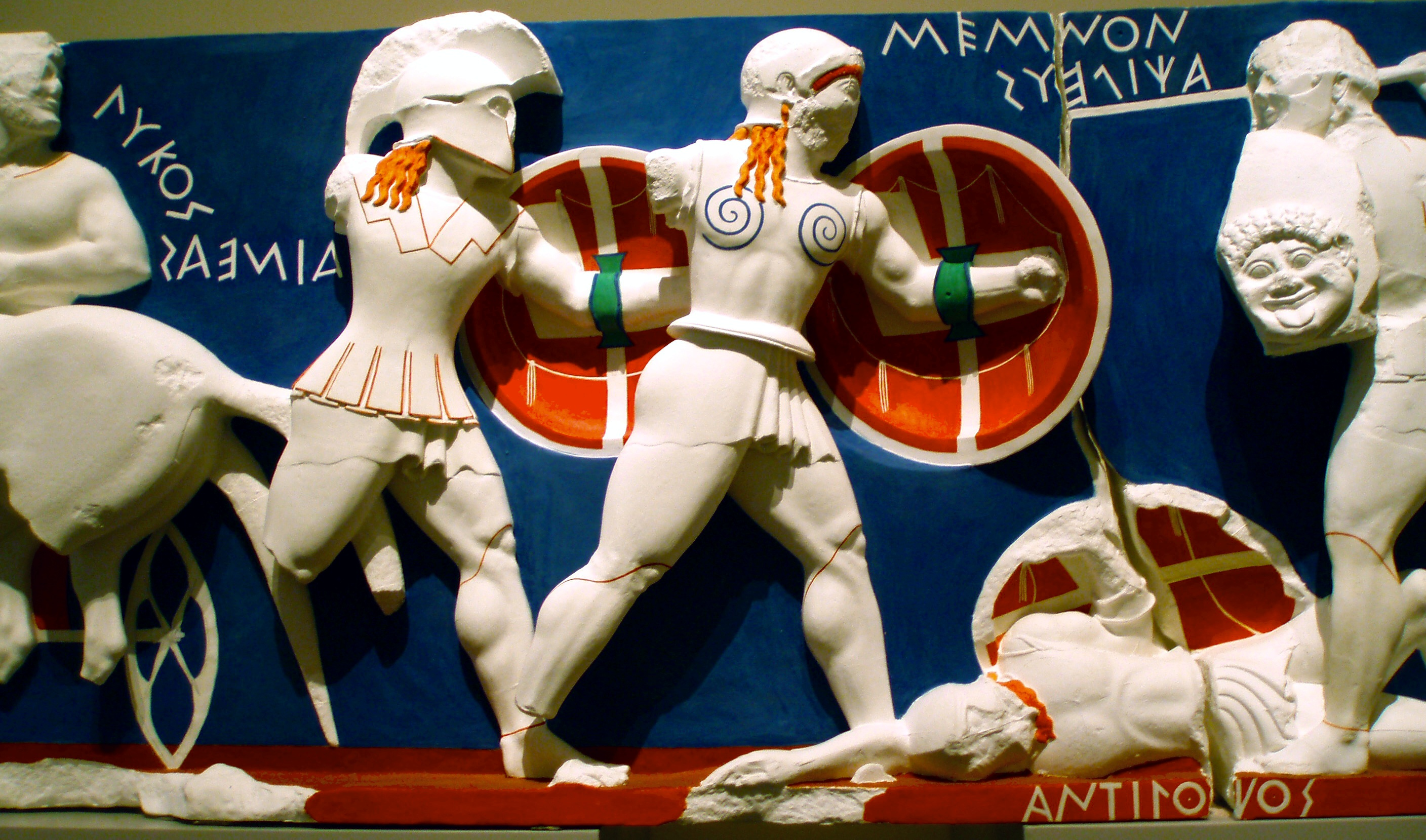
Detalle del friso oriental (siglos VI-V a. C.) que representa la guerra de Troya, Aquiles contra Memnón; Reproducción en color del Tesoro de los sifnios - Delfos, Museo Arqueológico de Delfos.

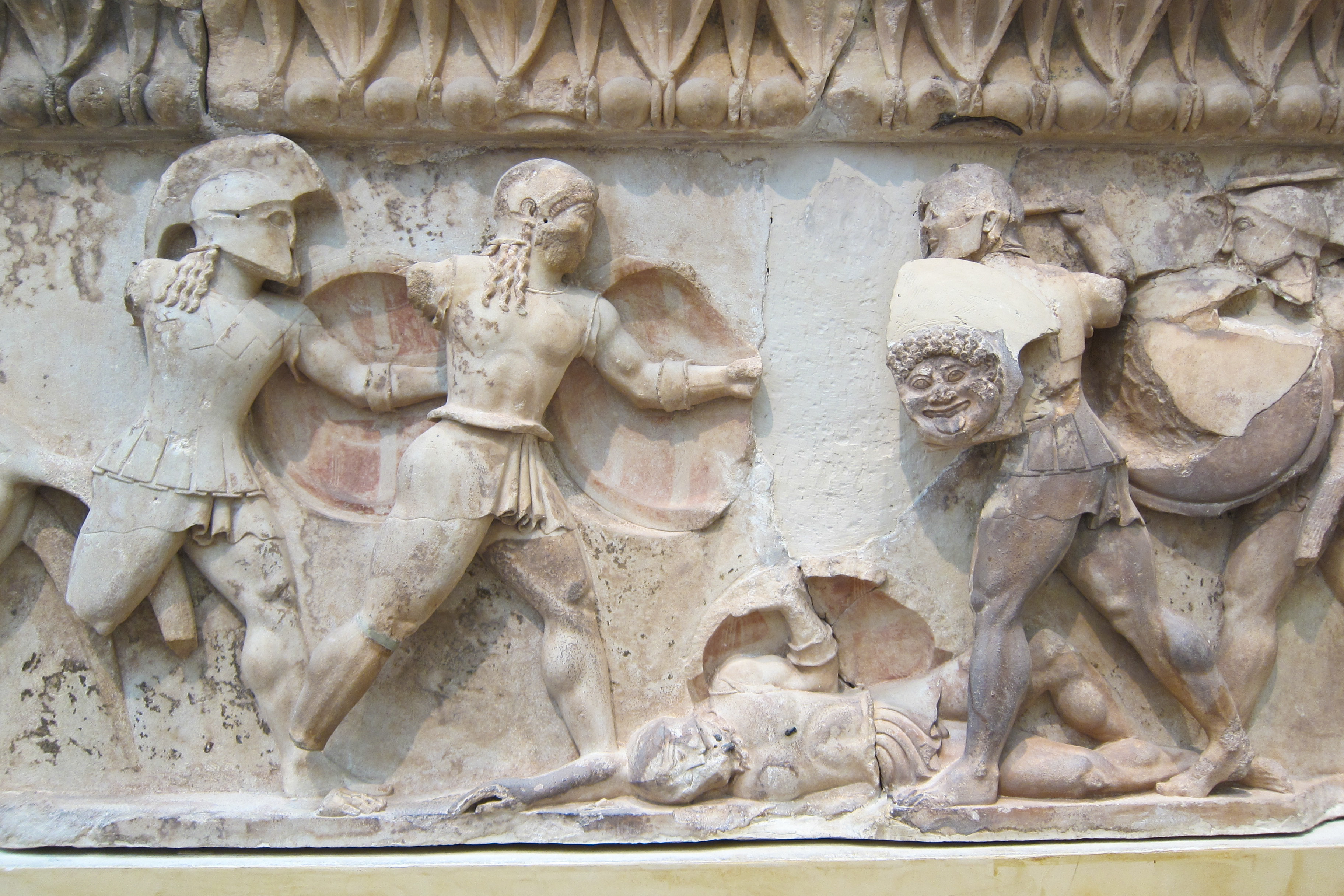
Detalle del original.

El lado este del frontón representa una escena de la Asamblea de los Dioses durante la guerra de Troya, en la que los dioses se representan con gestos animados como si estuvieran discutiendo. A la derecha vemos a Atenea como cabeza de los dioses que se ponen del lado de los griegos. A la izquierda vemos a los dioses que protegen y defienden a los troyanos: Apolo, Ares, Afrodita y Artemisa. En el centro vemos a Zeus en un fastuoso trono. En otra parte del frontón vemos una escena de la guerra de Troya: la escena es un duelo sobre el cadáver de un guerrero, donde los dos adversarios están flanqueados por los héroes de los aqueos a la derecha y los de los troyanos respectivamente a la izquierda. La figura del viejo Néstor anima a los griegos.

### Friso norte

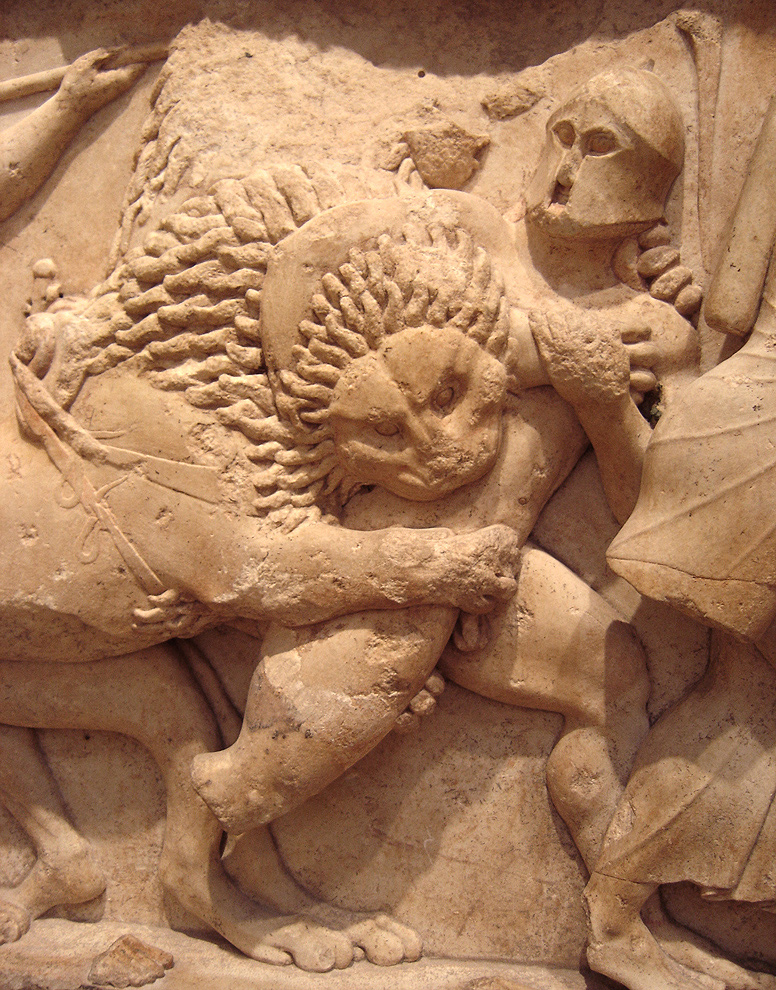
Detalle del friso norte.

El tema del friso norte es la Batalla de los Gigantes (Gigantomaquia), es decir, la lucha de los hijos de la Tierra, los Gigantes, con los dioses olímpicos por el poder. Es un mito muy extendido sobre el conflicto entre el viejo y el nuevo orden mundial, representado con mucha frecuencia en el arte de la Antigua Grecia. Simboliza el triunfo del orden y la civilización sobre el salvajismo, la barbarie y la anarquía. De un lado están los Gigantes. Fuertemente armados con cascos, escudos, corazas y grebas, atacan a los dioses desde la derecha con lanzas, espadas y piedras. En el lado opuesto están los dioses. En primer lugar destaca Hefesto con su quitón corto, de pie frente a su fuelle. Le siguen dos mujeres luchando contra dos gigantes, luego Dionisio (o posiblemente Heracles), y Temis en su carro tirado por leones. Una pareja de dioses que lanza sus flechas contra los Gigantes deben ser Artemisa y Apolo. Les siguen los demás dioses, pero estas esculturas no se conservan en buen estado.
Esta parte del friso podía verse desde la «vía sagrada», cuando los peregrinos ascendían hacia el Oráculo. Así tenían la oportunidad de admirar la escena de la Gigantomaquia, que se transforma a través del relieve artístico en una narración, que se desarrolla en múltiples niveles, y que sin embargo mantiene su visibilidad, consistencia y carácter figurativo a pesar de las figuras entrelazadas y las diversas escenas de acción.

### Friso occidental
Desgraciadamente, únicamente se conservan algunas figuras en relieve del friso occidental. Tradicionalmente se considera que el tema representado aquí es el Juicio de Paris, en el que se elegía a la diosa más bella entre Afrodita, Hera y Atenea. La primera diosa que llega para ser juzgada es Atenea, que se alza orgullosa en el carro alado con Hermes como auriga. En otro lugar, vemos a Afrodita descendiendo de su carro, con una gracia particular, sujetando las cuerdas de lo que algunos interpretan como un collar. En la parte del friso que se ha perdido, se podría imaginar a Hera montando su carro con rabia para partir tras su rechazo.
Sin embargo, esta interpretación ha sido cuestionada. Neer escribe que la narración del «Juicio» se ha forzado un poco en este friso, dedicando demasiado tiempo a los espacios en blanco evidentes y no analizando lo suficiente las escasas pruebas presentes. Una cuestión importante reside en la identidad de la diosa que tradicionalmente se ha considerado Afrodita. Aunque algunos bronces helenísticos sí representan a Afrodita con un collar, no hay ejemplos de ello en el arte arcaico, lo que sugiere que se trata de otra cosa lo que sostiene. Neer propone que estas líneas no son un collar, sino la cuerda tensada de un arco. Esta interpretación sugiere que la figura en cuestión es en realidad Artemisa, cambiando por completo la narrativa del friso. Esta identificación se ve reforzada por el hecho de que los sifnios adoraban a Artemisa «del desembarco». Siguiendo esta afirmación, se puede suponer que la figura desaparecida no es Hera, sino una víctima de la ira de Artemisa. Aunque poco puede confirmar la identidad de esta figura, hay un indicio significativo: detrás de los caballos de Artemisa se ven palmeras, un recurso habitual en la pintura ática para indicar un lugar desolado. Las palmeras están especialmente relacionadas con la isla de Delos, ya que fue bajo una palmera de esta isla donde nacieron Artemisa y Apolo. Según el mito homérico, Artemisa únicamente mató a una persona en Delos: Orión. Aunque esta identificación no puede demostrarse de forma rotunda, al menos explica las palmeras, el inusual "collar" y la forma en que las diosas aparecen saliendo, una postura muy poco común en las representaciones del Juicio de Paris.

### Friso sur

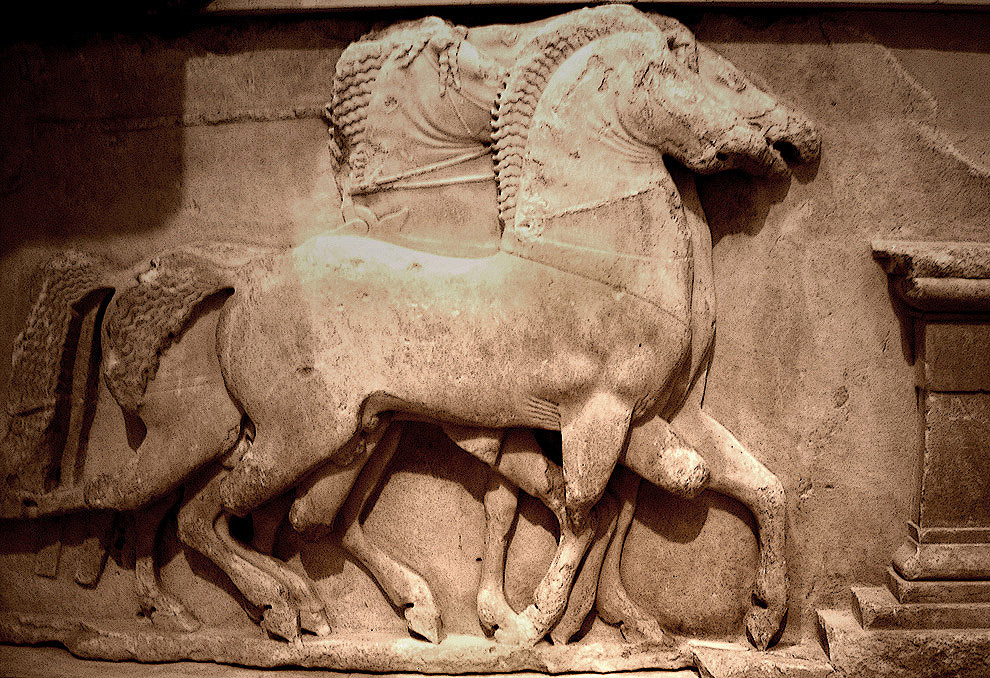
Detalle de caballos en el friso sur.

Faltan partes importantes del friso sur, por lo que únicamente se puede imaginar el tema que representaba. Probablemente sea el también popular tema del rapto de mujeres. Sin embargo, los fragmentos que se conservan son los relieves de caballos bien esculpidos y retratados llenos de energía, que demuestran la maestría del artista. En cuanto a los artesanos que trabajaron en el friso, las opiniones de los investigadores y eruditos que lo han estudiado son contradictorias. Al principio se creía que era obra de dos talleres artísticos diferentes. Sin embargo, poco a poco se ha ido abandonando esta opinión. Lo más probable es que hubiera dos escultores principales, en torno a los cuales trabajaron dos grupos de artesanos. El artista de los lados norte y este del friso parece más progresista, ya que sus representaciones son más activas, imaginativas y vibrantes. Por el contrario, el artista del lado sur y oeste del friso insistió en opciones más conservadoras, sin la audaz inspiración y artesanía del primero, pero con un fuerte carácter pictórico y un icónico «color».